# Cultura della Pace
Il concetto di cultura della pace fu formulato al Congresso internazionale sulla pace in Costa d'Avorio nel 1989. Il Congresso raccomandò all'UNESCO di lavorare per costruire una nuova visione della pace basata sui valori universali di rispetto per la vita, la libertà, la giustizia, la solidarietà, la tolleranza, i diritti umani e l'uguaglianza tra uomo e donna. Questa iniziativa nacque in un contesto internazionale influenzato dalla caduta del muro di Berlino e la conseguente scomparsa delle tensioni legate alla guerra fredda.

## Storia
Nel 1994 si tenne il primo Forum internazionale sulla cultura della pace a San Salvador. L'anno dopo, la 28° Conferenza generale dell'UNESCO introdusse il concetto di "cultura della pace nella strategia a medio termine" per il quinquennio 1996-2001, durante il quale fu sviluppato il progetto  Towards a Culture of Peace (in italiano: "verso una cultura della pace"). ONG, associazioni, giovani e adulti, media nazionali e locali e leader religiosi attivi per la pace, la non-violenza e la tolleranza si impegnarono nel diffondere in tutto il mondo una cultura della pace.
Nel 1997 l'Assemblea generale dell'ONU stabilì un punto separato dell'agenda dei lavori intitolato  Towards a Culture of Peace e proclamò il 2000  Anno internazionale per la cultura della pace approvando la risoluzione 52/15.
Nel 1998 l'Assemblea generale delle Nazioni Unite, su proposta di alcuni premi Nobel per la pace, approvò la risoluzione 53/25 con la quale proclamò il 2001-2010 Decennio internazionale di promozione di una cultura della nonviolenza e della pace a profitto dei bambini del mondo.
Il 13 settembre 1999 l'Assemblea generale dell'ONU approvò la risoluzione 53/243 adottando con essa la Dichiarazione per una cultura della pace.